# Henry Ethelbert Coupland
Pour les articles homonymes, voir Coupland.
Henry Ethelbert "Hal" Coupland  (28 décembre 1915-26 décembre 1994) est un fermier, homme d'affaires et politique provincial canadien de la Saskatchewan. Il représente la circonscription de Meadow Lake à titre de député du Parti libéral de la Saskatchewan de 1964 à 1975.

## Biographie
Né à Yorkton en Saskatchewan, Coupland est le fils de Russell Ethelbert Coupland et de Mary Boyes. Il étudie à Prelate (en). Tôt dans les années 1930, Coupland déménage avec sa famille dans une ferme de Golden Ridge. En 1940, il épouse Ina Maxime Campbell. Après avoir opéré une ferme dans la région de Goodsoil (en), il s'établit à Hamilton. De retour en Saskatchewan dans le district de Dunfield et ensuite à Meadow Lake où il travaille pour la Pioneer Grain Company (en). Sur place, Coupland opère une meunerie, une écloserie de poussins et une société immobilière d'assurance. Il sert également comme président de la commission scolaire Golden Ridge et siège au conseil municipal de Meadow Lake.

## Carrière politique
Tentant de se présenter en 1960, il est défait par le candidat du CCF. Élu en 1964, il est réélu en 1964, 1967 et en 1971. Essayant un retour en 1975 dans Athabasca, il est à nouveau défait.
Il sert ensuite comme maire de Meadow Lake de 1976 à 1980 et meurt à la Meadow Lake Union Hostpital à l'âge de 78 ans.